# Nana Ichise
Nana Ichise (市瀬 菜々, Ichise Nana, Tokushima, 4 augustus 1997) is een Japans voetbalster die als verdediger speelt bij Mynavi Vegalta Sendai.

## Carrière

### Clubcarrière
Ichise begon haar carrière in 2016 bij Mynavi Vegalta Sendai.

### Interlandcarrière
Ichise nam met het Japans nationale elftal O17 deel aan het WK onder 17 in 2014. Daar stond zij in alle zes de wedstrijden van Japan opgesteld en Japan behaalde goud op het wereldkampioenschap. Zij nam met het Japans nationale elftal O20 deel aan het WK onder 20 in 2016. Daar stond zij in alle zes de wedstrijden van Japan opgesteld en Japan behaalde brons op het wereldkampioenschap.
Ichise maakte op 9 april 2017 haar debuut in het Japans vrouwenvoetbalelftal tijdens een wedstrijd tegen Costa Rica. Zij nam met het Japans elftal deel aan het Aziatisch kampioenschap 2018 en Japan behaalde goud op het Aziatisch kampioenschap. Ze heeft 15 interlands voor het Japanse elftal gespeeld.

## Statistieken
| Japans vrouwenvoetbalelftal | Japans vrouwenvoetbalelftal | Japans vrouwenvoetbalelftal |
| Jaar                        | Wed.                        | Dlp.                        |
| --------------------------- | --------------------------- | --------------------------- |
| 2017                        | 6                           | 0                           |
| 2018                        | 9                           | 0                           |
| 2019                        | 4                           | 0                           |
| Totaal                      | 19                          | 0                           |